# Grossaffoltern
Grossaffoltern est une commune suisse du canton de Berne, située dans l'arrondissement administratif du Seeland.

## Économie
- Le siège d'Engrais Hauert, un producteur de produits fertilisants, se trouve à Grossaffoltern.